# The Gramophone Allstars
The Gramophone Allstars és una banda de la Bisbal d'Empordà que fusiona ritmes jamaicans i afroamericans, liderada pel saxofonista Genís Bou. Aplega músics destacats del jazz català, com ara Vic Moliner, Lluc Casares i Pere Miró. Un dels components més coneguts, però, és la jove Judit Neddermann, una de les veus més aplaudides de l'escena jazzística catalana. La Gramophone All Stars ha passat per festivals de pop i de jazz, ha col·laborat amb grans artistes, i l'any 2014 va llançar el disc Jazzmaica, en què recomponen el camí que van seguir els músics jamaicans del segle passat en descobrir el soul, el funk o el rhythm and blues.

## Discografia
- Just Delightin' (Silver Bullets, 2008)
- Simbiosi (Liquidator, 2010)
- Levitant a la Deriva (Liquidator, 2011)
- Jazzmaica (Bankrobber, 2014)